# Yuki Hashimoto
Yuki Hashimoto (født 20. oktober 1994) er en japansk fodboldspiller.